# Lü Buwei
Lü Buwei (chino tradicional: 呂不韋, chino simplificado: 吕不韦, pinyin: Lǚ Bùwéi, Wade-Giles: Lü Pu-wei) (siglo III a. C.) fue primer ministro del estado de Qin, el reino que unificó el territorio de China bajo el gobierno del primer emperador Qin Shi Huang. El personaje de Lü Buwei es conocido, como la mayoría de sus contemporáneos, por los anales históricos tardíos, el Shiji (las « Memorias históricas ») de Sima Qian, el Zhan Guo Ce (« Intrigas de los Reinos Combatientes »), y el Shuoyuan (說苑, "Jardín de las historias"). Lü Buwei es designado allí como padre del primer emperador, cuya madre habría sido su antigua concubina. Esta filiación, mencionada en anales tardíos y parciales, tiene por objeto evidente depreciar al primer emperador, haciéndole hijo bastardo de un comerciante y una cortesana. Por esta razón, es a menudo cuestionada y parece poco probable, sin que sea posible aportar una prueba concluyente de la verdadera paternidad de Qin Shi Huangdi.
Lü Buwei la había presentado a ella a Zichu, un príncipe de estado Qin, (un reino del periodo de los Reinos Combatientes que estaba por aquel entonces sirviendo como rehén en el estado Zhao (otro reino del mismo periodo). Este príncipe se terminó convirtiendo en rey de Qin, y nombró a Lü Buwei como primer ministro. Cuando murió, Lü Buwei se convirtió temporalmente en el regente por encima del joven Qin Shihuang, hijo (oficial) de la reina y el rey de Qin.
Mientras servía en la corte de Qin, Lü recopiló un texto llamado los Anales del Sr. Lü (Lüshíchūnqiū) que pretendía organizar diversos sistemas filosóficos chinos de la época. El propósito del texto era tanto abarcar todo el conocimiento filosófico del imperio de Qin como crear una filosofía de estado.
Cuando Qin Shihuang alcanzó la edad adulta y llegó oficialmente al poder, ordenó la muerte de Lü Buwei. A su muerte al beber vino envenenado a orden del rey, se dijo que estaba riendo para el Cielo y murmurando "Si no me mata, entonces no está hecho para ser mi hijo". Murió posteriormente, y cuando Qin Shihuang fue a su tumba algunos años después, ordenó a su hijo presentar respetos a Lü Buwei.
Después de su muerte, los "Anales del Sr. Lü" perdieron el favor del gobierno Qin, pero fueron resucitados por los sucesores de Qin durante muchos años, la dinastía Han.